# Lutas nos Jogos Pan-Americanos de 2011 - Greco-romana até 60 kg masculino
A categoria até 60 kg masculino foi um dos eventos da luta greco-romana nos Jogos Pan-Americanos de 2011. Foi disputada em 21 de outubro no Ginásio do CODE II com oito lutadores, cada um representando um país.

## Calendário
Horário local (UTC-6).
| Data          | Horário | Fase                |
| ------------- | ------- | ------------------- |
| 21 de outubro | 10:00   | Quartas-de-final    |
| 21 de outubro | 10:48   | Semifinal           |
| 21 de outubro | 18:00   | Disputa pelo bronze |
| 21 de outubro | 18:08   | Final               |

## Medalhistas
| Ouro   | VEN Luis Liendo                      |
| Prata  | USA Joseph Betterman                 |
| Bronze | CUB Hanser Meoque DOM Jansel Ramírez |

## Resultados

### Chave
| Quartas-de-final | Quartas-de-final     | Quartas-de-final | Quartas-de-final | Quartas-de-final |  |  | Semifinal | Semifinal            | Semifinal | Semifinal | Semifinal |  |  | Final | Final                | Final | Final | Final |
|                  |                      |                  |                  |                  |  |  |           |                      |           |           |           |  |  |       |                      |       |       |       |
|                  | COL Yesid Meneses    | 0                | 1                | 0                |  |  |           |                      |           |           |           |  |  |       |                      |       |       |       |
|                  | VEN Luis Liendo      | 1                | 0                | 5                |  |  |           | VEN Luis Liendo      | 2         | 0         | 3         |  |  |       |                      |       |       |       |
|                  | CUB Hanser Meoque    | 4                | 4                |                  |  |  |           | CUB Hanser Meoque    | 0         | 1         | 0         |  |  |       |                      |       |       |       |
|                  | BRA Diego Romanelli  | 0                | 0                |                  |  |  |           |                      |           |           |           |  |  |       | VEN Luis Liendo      | 2     | 1     |       |
|                  | MEX Manuel López     | 0                | 1                |                  |  |  |           |                      |           |           |           |  |  |       | USA Joseph Betterman | 0     | 0     |       |
|                  | USA Joseph Betterman | 3                | 1                |                  |  |  |           | USA Joseph Betterman | 3         | 1         |           |  |  |       |                      |       |       |       |
|                  | PUR Germán Díaz      | 3                | 0                |                  |  |  |           | DOM Jansel Ramírez   | 0         | 0         |           |  |  |       |                      |       |       |       |
|                  | DOM Jansel Ramírez   | 0                | 8                |                  |  |  |           |                      |           |           |           |  |  |       |                      |       |       |       |

### Repescagem
|  | Primeira rodada   | Primeira rodada   | Primeira rodada |  |  | Disputa pelo bronze | Disputa pelo bronze | Disputa pelo bronze |
|  |                   |                   |                 |  |  |                     |                     |                     |
|  |                   |                   |                 |  |  |                     |                     |                     |
|  |                   |                   |                 |  |  | COL Yesid Meneses   | COL Yesid Meneses   | 0                   |
|  | COL Yesid Meneses | COL Yesid Meneses |                 |  |  | CUB Hanser Meoque   | CUB Hanser Meoque   | 3 2                 |
|  | Bye               |                   |                 |  |  |                     |                     |                     |
|  |                   |                   |                 |  |  |                     |                     |                     |
|  |                   |                   |                 |  |  |                     |                     |                     |
|  |                   |                   |                 |  |  |                     |                     |                     |

|  | Primeira rodada  | Primeira rodada  | Primeira rodada |  |  | Disputa pelo bronze | Disputa pelo bronze | Disputa pelo bronze |
|  |                  |                  |                 |  |  |                     |                     |                     |
|  |                  |                  |                 |  |  |                     |                     |                     |
|  |                  |                  |                 |  |  | MEX Manuel López    | MEX Manuel López    | 2 3 0               |
|  | MEX Manuel López | MEX Manuel López |                 |  |  | DOM Jansel Ramírez  | DOM Jansel Ramírez  | 1 4 3               |
|  | Bye              |                  |                 |  |  |                     |                     |                     |
|  |                  |                  |                 |  |  |                     |                     |                     |
|  |                  |                  |                 |  |  |                     |                     |                     |
|  |                  |                  |                 |  |  |                     |                     |                     |